# محمد عبد العاطي
الرقيب أول مجند محمد عبد العاطي عطية شرف، مصري وهو أشهر الذين حصلوا على نجمة سيناء من الطبقة الثانية والذي أُطلق عليه صائد الدبابات لانه دمّر خلال أيام حرب أكتوبر 23 دبابة بمفرده.

## مولده وبدايته
ولد في 15 ديسمبر عام 1950 بقرية شيبة قش بمركز منيا القمح بمحافظة الشرقية.
التحق عام 1961 بكلية الزراعة وعمل مهندسا زراعيا في منيا القمح.
له 4 أبناء 3 أولاد وبنت وسمّى ابنه الأول وسام اعتزازا بوسام نجمة سيناء الذي حصل عليه قبل مولده بعامين.

## رصيده القتالي

### صائد الدبابات
سجلوا اسمه في الموسوعات الحربية كأشهر صائد دبابات في العالم. كان نموذجًا للمقاتل العنيد الشجاع الذي أذاق العدو مرارة الهزيمة.

## مراحل حياته
وبمناسبة ذكرى الأربعين لرحيل عبد العاطي صائد الدبابات، كتبت صحيفة الأسبوع المصرية في عددها الصادر الإثنين 24-12-2001، تقول: "إن عبد العاطي الشاب الأسمر، مفتول العضلات الذي خرج من قرية شيبة قش والتحق بالقوات المسلحة في 15 نوفمبر 1969 بعد أن أنهى دراسته، وكان قدره أن يتم تجنيده في وقت كانت فيه البلاد تقوم بالتعبئة الشاملة استعدادًا لمعركة التحرير لتمحو بها عار الهزيمة التي لحقت بها عام 1967.
في البداية انضم لسلاح الصاعقة، ثم انتقل إلى سلاح المدفعية، ليبدأ مرحلة جديدة من أسعد مراحل عمره بالتخصص في الصواريخ المضادة للدبابات، وبالتحديد في الصاروخ «فهد» الذي كان وقتها من أحدث الصواريخ المضادة للدبابات التي وصلت للجيش المصري، وكان يصل مداه إلى 3 كيلومترات، وكان له قوة تدميرية هائلة.
هذا الصاروخ كان يحتاج إلى نوعية خاصة من الجنود، قلما تجدها من حيث المؤهلات ومدى الاستعداد والحساسية وقوة التحمل والأعصاب؛ نظرًا لما تتطلبه عملية توجيه الصاروخ من سرعة بديهة وحساسية تعطي الضارب قدرة على التحكم منذ لحظة إطلاقه وحتى وصوله إلى الهدف بعد زمن محدود للغاية؛ لذلك كانت الاختبارات تتم بصورة شاقة ومكثفة.
قبل الانتهاء من مرحلة التدريب النهائية انتقل الجندي عبد العاطي إلى الكيلو 26 بطريق السويس، لعمل أول تجربة رماية من هذا النوع من الصواريخ في الميدان ضمن مجموعة من خمس كتائب، وكان ترتيبه الأول على جميع الرماة، واستطاع تدمير أول هدف حقيقي بهذا النوع من الصواريخ على الأرض.
تم اختياره لأول بيان عملي على هذا الصاروخ أمام قائد سلاح المدفعية اللواء محمد سعيد الماحي، وتفوق والتحق بعدها بمدفعية الفرقة 16 مشاة بمنطقة بلبيس، التي كانت تدعم الفرقة بأكملها أثناء العمليات، وبعد عملية ناجحة لإطلاق الصاروخ تم تكليفه بالإشراف على أول طاقم صواريخ ضمن الأسلحة المضادة للدبابات في مشروع الرماية الذي حضره قيادات الجيش المصري بعدها تمت ترقيته إلى رتبة رقيب مجند.

## موعد مع القدر

### قبل الحرب
في 28 سبتمبر 1973 التقى عبد العاطي بالمقدم «عبد الجابر أحمد علي» قائد كتيبته - في ذلك الوقت – حيث طلب منه أن يعود بعد إجازة 38 ساعة فقط، وبالفعل عاد في أول أكتوبر إلى منطقة فايد، وكانت الأمور حينئذ قد تغيرت بالكامل وبدأت الأرض والجنود يستعدون لصدور الأوامر بالتحرك.

### اليوم الأول
جاء يوم 6 أكتوبر 1973 المرتقب، وبدأ الجيش يتقدم على مقربة من القناة بحوالي 100 متر، وبعد الضربة الجوية الساحقة بدأت أرض المعركة تشتعل بصورة لم يصدق معها أحد أن الجنود المصريين قد عبروا الضفة الشرقية للقناة، وكان عبد العاطي هو أول فرد من مجموعته يتسلق الساتر الترابي لخط بارليف.
بعد لحظات قام الطيران الإسرائيلي بغارات منخفضة لإرهاب الجنود، ظنًا منهم أن مشهد 1967 سيتكرر، ولكن هذه المرة كانت الظروف مختلفة، فقد قام الجنود المصريون بإسقاط أربع طائرات إسرائيلية بالأسلحة الخفيفة، واستطاع اللواء 112 مشاة أن يحتل أكبر مساحة من الأرض داخل سيناء، واستطاع الوصول إلى الطريق الأسفلتي العرضي من القنطرة إلى عيون موسى بمحاذاة القناة بعمق 70 كيلومترًا في اليوم الأول من المعركة.

### اليوم الثاني
في اليوم الثاني للمعركة بدأ الطيران الإسرائيلي الهجوم منذ الخامسة صباحًا بصورة وحشية، ومع ذلك استطاع الأبطال منعهم من فتح أي ثغرة، وتقدموا داخل سيناء ودمروا المواقع الخفيفة للعدو وذيول المناطق القوية مثل الطالية وتبة الشجرة وأم طبق.

### 13 في نصف ساعة
في يوم 8 أكتوبر وهو اليوم الذي كان يعتبره البطل عبد العاطي يومًا مجيدًا للواء 112 مشاة وللكتيبة 35 مقذوفات وله هو على المستوى الشخصي، بدأ هذا الصباح بانطلاقة قوية للأمام؛ في محاولة لمباغتة القوات الإسرائيلية التي بدأت في التحرك على بعد 80 كيلومترًا باللواء 190 المصحوب بقوات ضاربة مدعومًا بغطاء من الطائرات.
رغم هذه الظروف الصعبة، فقد قام عبد العاطي بإطلاق أول صاروخ والتحكم فيه بدقة شديدة حتى لا يصطدم بالجبل، ونجح في إصابة الدبابة الأولى، ثم أطلق زميله بيومي قائد الطاقم المجاور صاروخا فأصاب الدبابة المجاورة لها، وتابع هو وزميله بيومي الإصابة حتى وصل رصيده إلى 13 دبابة ورصيد بيومي إلى 7 دبابات في نصف ساعة، ومع تلك الخسائر الضخمة قررت القوات الإسرائيلية الانسحاب واحتلت القوات المصرية قمة الجبل وأعلى التبة، وبعدها اختاره العميد عادل يسري ضمن أفراد مركز قيادته في الميدان، التي تكشف أكثر من 30 كيلومترًا أمامها.

### اليوم الرابع
في يوم 9 أكتوبر -الذي يعتبر يومًا آخر من أيام البطولة في حياة عبد العاطي- فوجئ بقوة إسرائيلية مدرعة جاءت لمهاجمتهم على الطريق الأسفلتي الأوسط، مكونة من مجنزرة وعربة جيب وأربع دبابات، وعندها
- قال مدحت قائد المدفعية: بماذا ستبدأ يا عبد العاطي؟
- قال عبد العاطي: خسارة يافندم الصاروخ في السيارة الجيب، سأبدأ بالمجنزرة،

وأطلق الصاروخ الأول عليها فدمرها بمن فيها، فحاولت الدبابة التالية لها أن تبتعد عن طريقها لأنهم كان يسيرون في شكل مستقيم، فصوب إليها عبد العاطي صاروخًا سريعًا فدمرها هي الأخرى، وفي تلك اللحظة تقدمت السيارة الجيب إلى الأمام، وبدأت الدبابات في الانتشار، فقام عبد العاطي باصطيادها واحدة تلو الأخرى حتى بلغ رصيده في هذا اليوم 17 دبابة.

### اليوم الخامس
جاء يوم 10 أكتوبر، حيث فوجئ مركز القيادة باستغاثة من القائد أحمد أبو علم قائد الكتيبة 34، فقد هاجمتها ثلاث دبابات إسرائيلية، وتمكنت من اختراقها، وكان عبد العاطي قد تعوّد على وضع مجموعة من الصواريخ الجاهزة للضرب بجواره، وقام بتوجيه ثلاثة صواريخ إليها فدمرها جميعًا، كما استطاع اصطياد إحدى الدبابات التي حاولت التسلل إليهم يوم 15 أكتوبر، وفي يوم 18 أكتوبر، دمر دبابتين وعربة مجنزرة ليصبح رصيده 23 دبابة و3 مجنزرات.
البطل محمد عبد العاطي يشرح للكاتب أحمد علي عطية الله كيفية أصابة الدبابة في مقتل علي أحد الدبابات ببانوراما حرب أكتوبر

## الوفاة
توفي في 24 رمضان 1422 هـ / 9 ديسمبر 2001م.

## كتب ودراسات عنه
- صائد الدبابات، أحمد علي عطية الله، الهيئة المصرية العامة للكتاب، ط1، 1997م

## إنظر أيضاً
- نجمة سيناء
- إبراهيم عبد الغني السكري
- محمد إبراهيم المصري